# Josefa de Óbidos
Josefa de Ayala Figueira, més coneguda com a Josefa de Óbidos (Sevilla, 20 de febrer de 1630 (data de bateig) - Óbidos, Portugal, 22 de juliol de 1684), és la més notable pintora de la segona meitat del segle XVII portuguès, i un dels pocs casos de dones que van destacar en la pintura de l'edat moderna.

## Context
Cap a l'any 1626, quan Portugal i Espanya estaven unificats, Baltasar Gómez Figueira, natural d'Óbidos i pertanyent a una família benestant, va marxar a Sevilla amb intenció d'ingressar en la carrera militar, però va acabar guanyant-se la vida al taller del pintor Francisco Herrera el Vell, on s'ocupava de fer les pintures i preparar les teles.
A Sevilla va casar amb Catalina de Ayala Camacho, matrimoni del qual nasqueren set fills, entre els quals una nena, Josefa, batejada a la parròquia de San Vicente el 20 de febrer de 1630, sent apadrinada per Francisco Herrera el Vell.

## Biografia
El matrimoni tornà a Portugal a propòsit de la restauració de la independència nacional, però Josefa romandria sis anys més a Sevilla al costat del seu padrí, tenint així oportunitat d'entrar en contacte amb el món de l'art i fer mostres prematures d'uns dots pictòrics que va anar desenvolupant de manera autodidacta.
Als catorze anys s'instal·là a Óbidos al costat dels seus pares. Als setze, ingressà en el convent de Santa Ana de Coïmbra amb la intenció, pel que sembla, de professar. Tres anys més tard rebé l'encàrrec de realitzar alguns gravats per a una edició dels Estatuts de la Universitat de Coïmbra. A aquests gravats es deurà la seva fama inicial.
El 1653 va abandonar el convent, per causes que es desconeixen, retornant a la casa paterna. I, cosa completament inusual per a una dona de la seva època, decidí dedicar-se a la pintura. Aviat tindria molts encàrrecs de convents i esglésies. Hi ha obres seves, per exemple, en el monestir d'Alcobaça o en el monestir dels Jerònims de Lisboa, i rep encàrrecs de tot Extremadura, i també peticions perquè realitzi retrats, entre els quals els de la família reial, pels quals es va fer molt famosa.

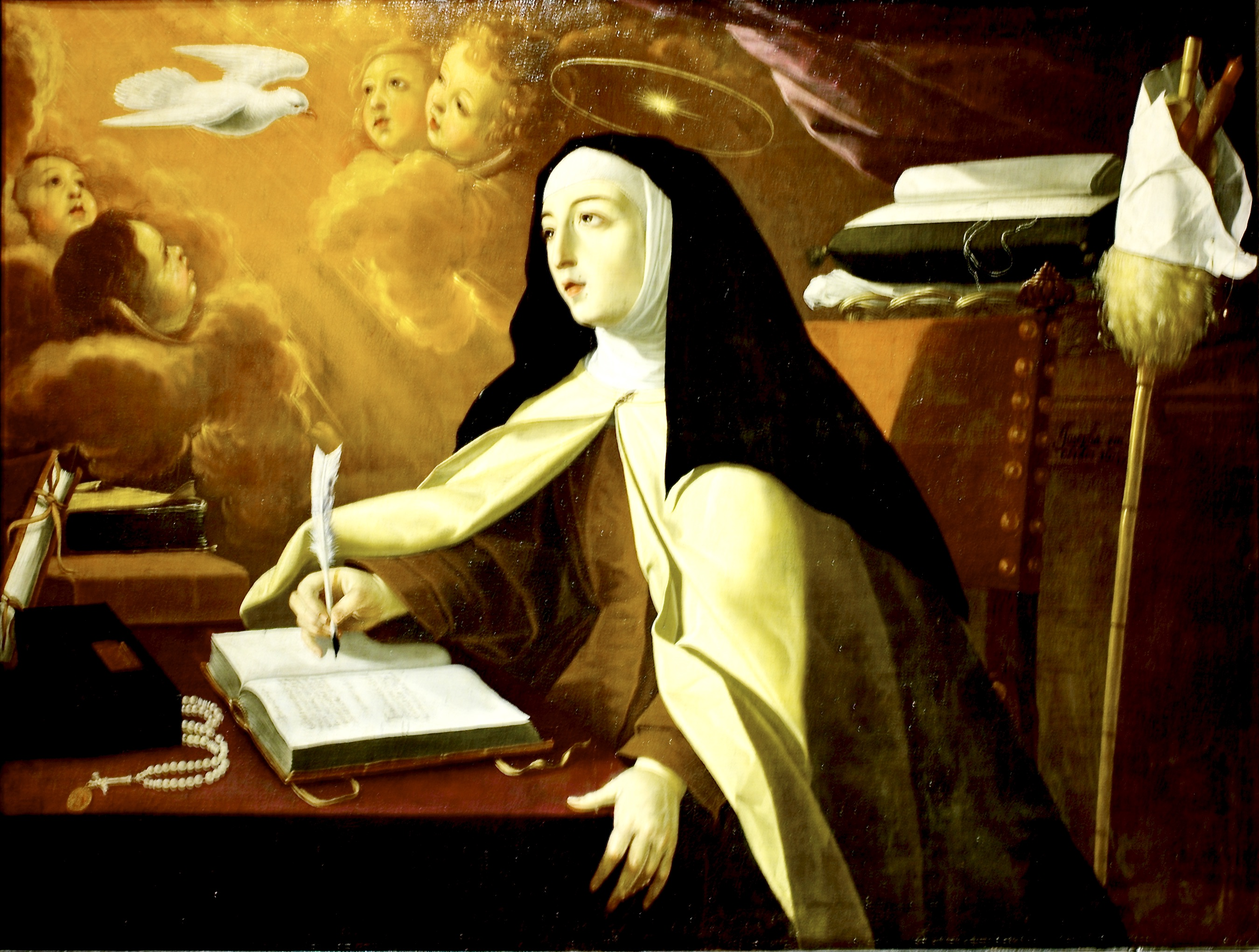
Santa Teresa d'Àvila (1672)

La pintora va ser aviat autònoma, segurament donzella emancipada; visqué sense marit ni fills, amb l'acompanyament de criats i de dues nebodes, a Óbidos, a prop de Lisboa, com una pintora amb taller propi, i autèntica empresària que pintava i organitzava els seus encàrrecs i negocis.
Va formar part de l'Acadèmia de Belles Arts de Lisboa. Va morir a Óbidos el 1684, als 50 anys. Va ser enterrada a l'església de San Pedro d'aquesta localitat.

## Obra

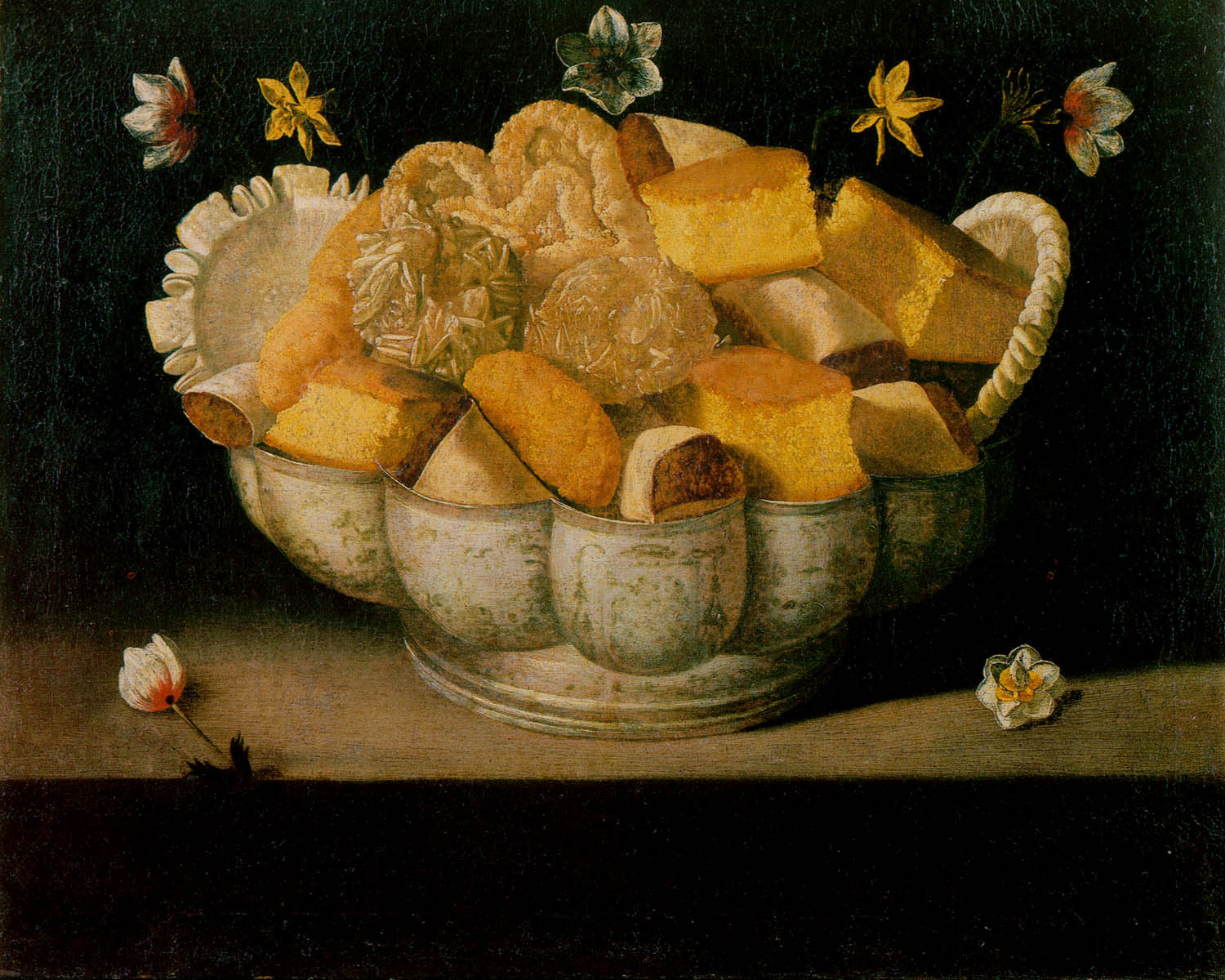
Natura morta amb dolços

Ens n'han arribat gairebé cent-cinquanta, de les seves obres, entre les quals mereixen destacar-se els seus quadres de flors i les natures mortes -un gènere que ha conegut a Sevilla i introdueix a Portugal-, que formen la sèrie anomenada «dels Mesos». En la seva producció, tant estilística com temàticament, es nota una forta influència de Zurbarán, matisada per un personal estil ingenu.

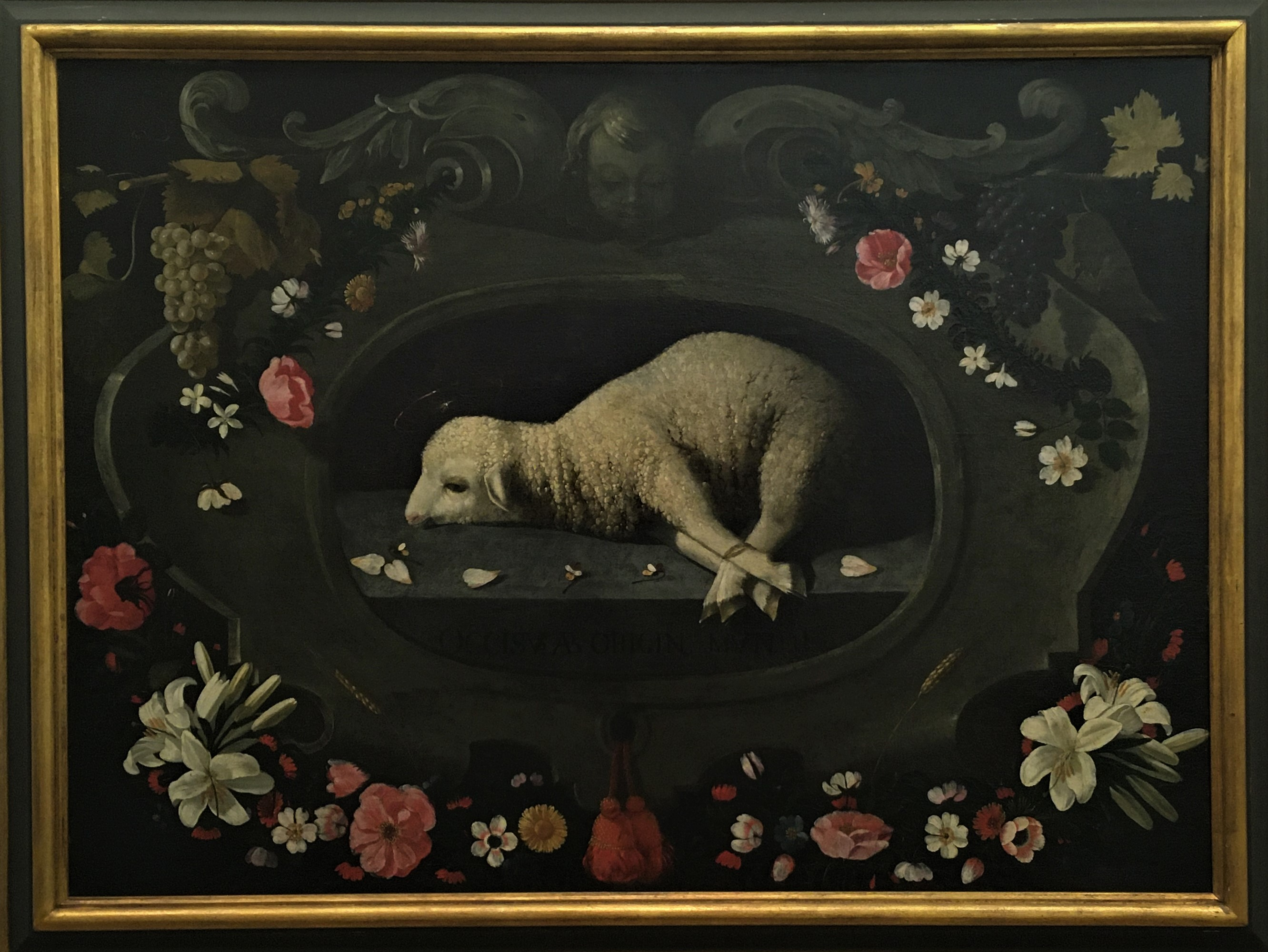
Agnus Dei (ca. 1680)

Així, en els retrats de personatges, els seus rostres apareixen «sempre endolcits, suaus, angelicals, suggerint que el món del sagrat va més enllà de la terra», segons l'historiador i especialista Joaquim Caetano. La seva pintura busca reflectir l'espiritualitat i mostra una certa predilecció per les figures femenines, com ara Santa Caterina, Santa Magdalena o Santa Teresa d'Àvila. El color i la sensualitat i una certa ingenuïtat de la seva obra contrasten amb el tenebrisme de la pintura espanyola coetània, que trobem també en els seus anys d'aprenentatge.
Entre les seves obres més destacades sobresurten El casament místic de Santa Catarina, La vida de Santa Teresa de Jesús, El retaule de Santa Maria d'Óbidos o les imatges del Nen Jesús.

## Exposicions
L'any 2015 el Museu Nacional d'Art Antic de Lisboa va exhibir una mostra, «Josefa d'Òbidos i la Invenció del Barroc portuguès», de 130 obres entre pintures, gravats i altres peces decoratives.

## Galeria

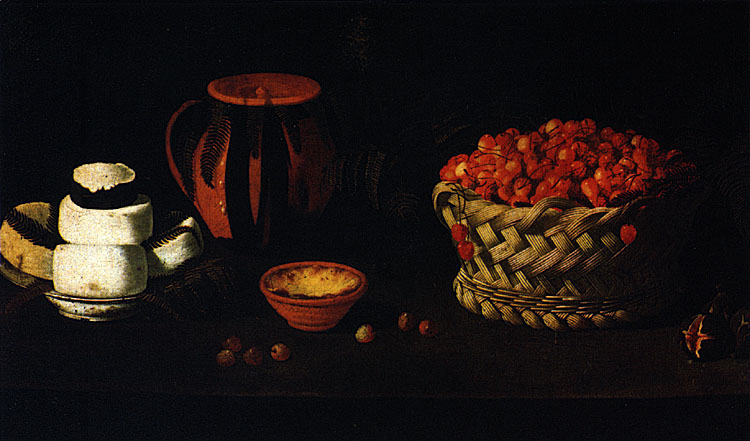
Cireres i formatges
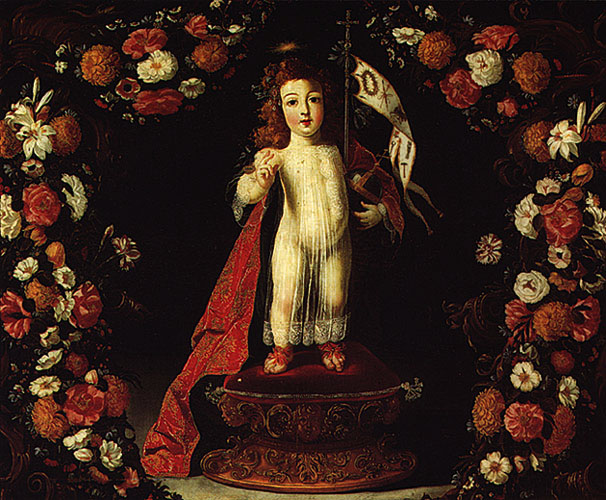
Nen Jesús Salvador
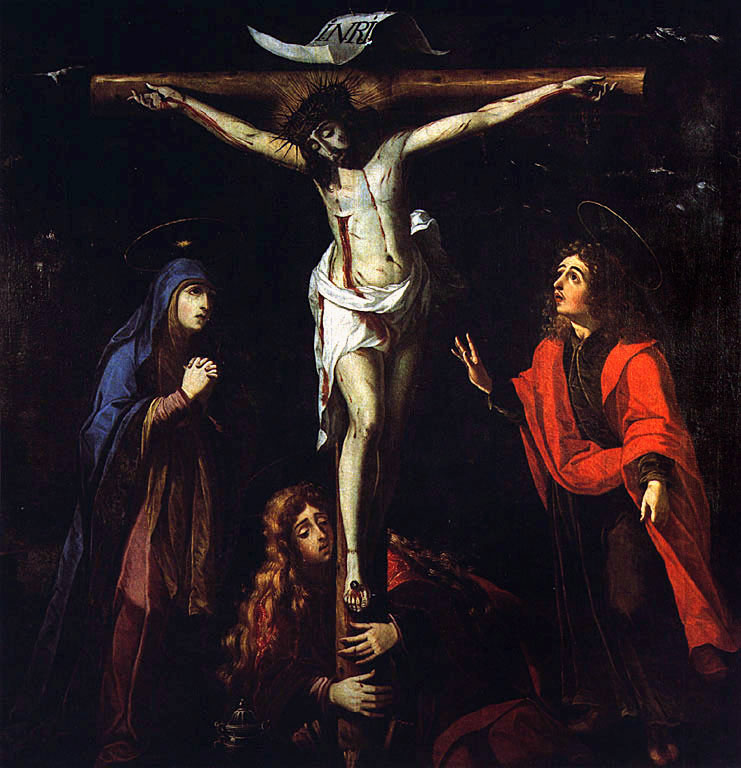
Calvari (1679)
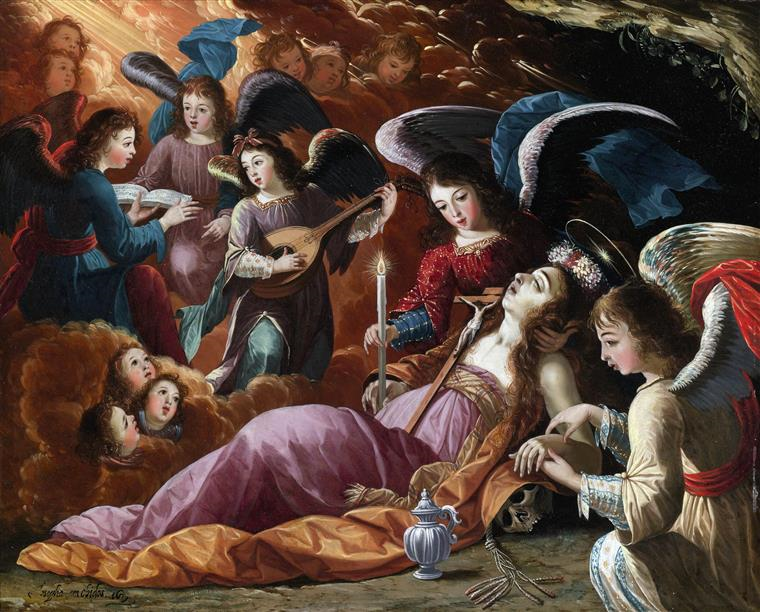
Maria Magdalena confortada pels àngels
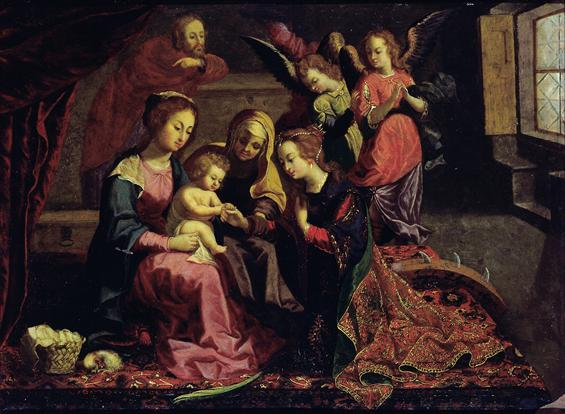
Casament místic de Santa Caterina
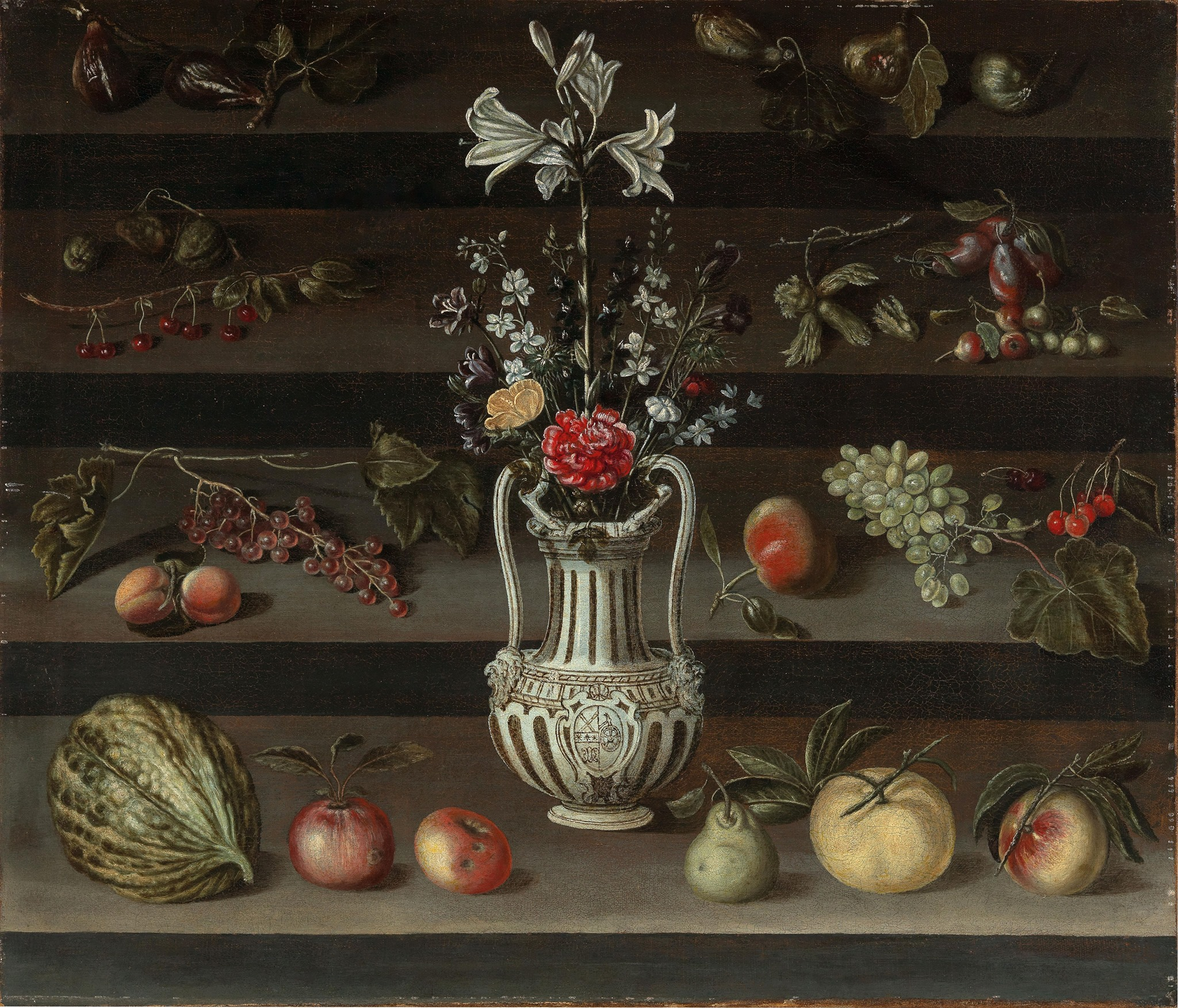
Flors en un gerro amb fruites al voltant en graons de pedra (ca.1679)
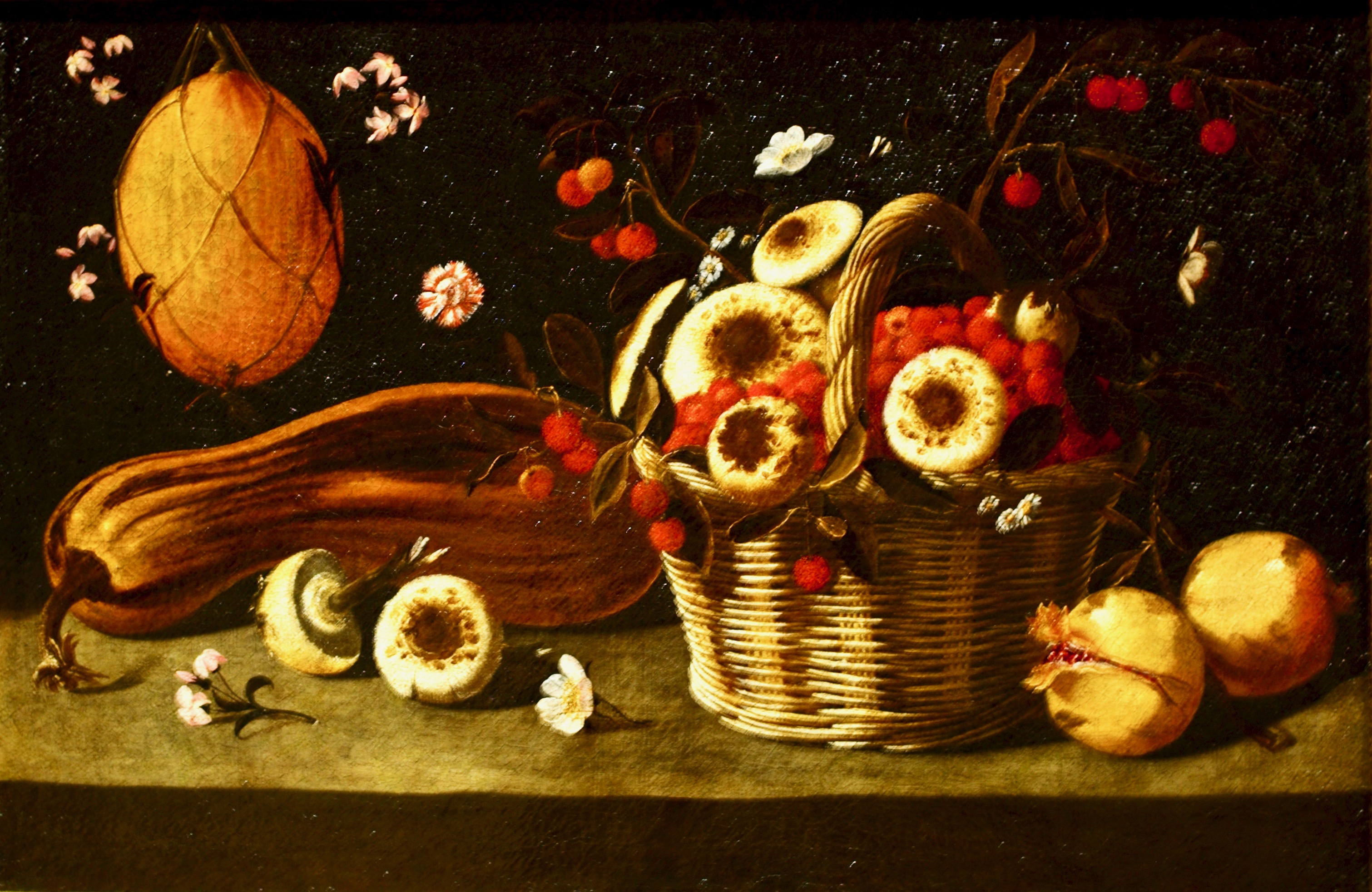
Natura morta amb meló i bolets en una cistella (c. 1660-1670)
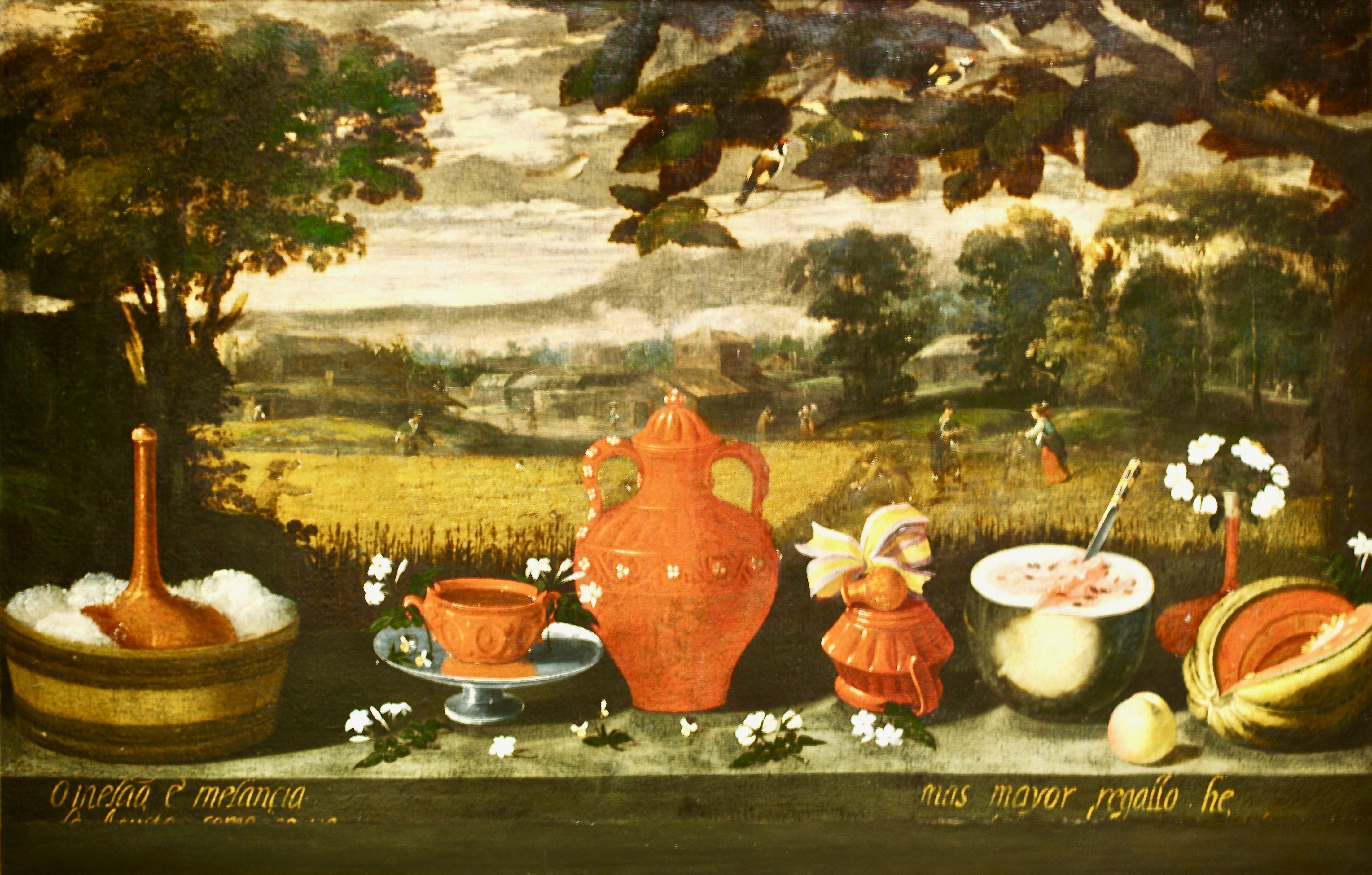
Juny (ca. 1668)

## Crítica
La ciutat d'Obidos, un petit poble als afores de Lisboa va ser un centre d'art molt actiu al segle xvii, gràcies a una petita noblesa que donava suport a la restauració de la Casa de Bragança. Allà es va organitzar una cort artística i literària. En aquest ambient, el treball de Josefa da Obidos és vist com una imitació clara i propera de les coses naturals. Hi ha qui lloa la seva capacitat, la seva bellesa, la seva honestedat i simpatia. S'inventa una biografia amb viatges a Itàlia i a Flandes y la hi descriu com una pintora de flors i objectes inanimats, però Almeida Garett la descriu com una gran retratista i també és gravadora, escultora, terrissaire i realitza miniatures. Per a Didier Ryckner el seu treball s'acosta Claude Vignon.